# Perugia (stacja kolejowa)
Perugia (wł: Stazione di Perugia, zwana również Perugia Fontivegge) – stacja kolejowa w Perugii, w prowincji Perugia, w regionie Umbria, we Włoszech. Jest to najważniejsza stacja kolejowa Umbrii (3 mln pasażerów rocznie), jest częścią Centostazioni oraz Regionalnej Dyrekcji Trenitalia w Umbrii.